# Incidente do SOS
O incidente do SOS aconteceu em 1989 no Monte Asahi, no Parque Nacional Daisetsuzan, no Japão. Dois montanhistas perdidos foram encontrados e resgatados após as equipes de busca perceberem um grande sinal SOS construído com troncos de bétula; os alpinistas, no entanto, não foram os responsáveis pela criação da mensagem, que descobriu-se estar lá posicionada desde pelo menos o ano de 1987. Após a realização de uma nova patrulha no local, em busca de outros desaparecidos, a polícia encontrou restos de esqueleto na região, inicialmente descritos como de uma mulher, além de objetos pessoais de um suposto alpinista encontrados enfiados na raiz de uma árvore não muito longe do sinal. Os itens incluíam um documento de identificação, pertencente a Kenji Iwamura, que estava desaparecido desde 1984, duas câmeras, um caderno e um gravador, com uma fita contendo um homem angustiado clamando por ajuda. Não se sabe, até hoje, quem construiu o sinal.

## Contexto
Na tarde de 24 de julho de 1989, no meio do caminho entre o Monte Kurodake e o Monte Asahi, do Parque Nacional Daisetsuzan, dois homens originários de Tóquio se perderam. Ao percorrer a rota de escalada, a dupla acabou descendo o Monte Asahi, indo para o sul em direção ao rio Chubetsugawa. A polícia de Hokkaido realizou buscas com a ajuda de um helicóptero, acabando por encontrar um sinal gigante de SOS feito de 19 bétulas, com um comprimento de aproximadamente cinco metros cada. A mensagem foi construída empilhando os troncos de bétula. Os dois rapazes perdidos foram, pouco depois, resgatados, estando a cerca de 2–3 km a norte do sinal.
A polícia acreditava, nesse momento, que as letras de madeira que formavam SOS tinham sido criadas pelas duas pessoas que haviam resgatado. No entanto, ao interrogar a dupla após o resgate, a polícia foi informada de que não tinham sido eles os autores; muito além disso: não tinham qualquer informação sobre o sinal. A polícia de Hokkaido, acreditando haver outra vítima, despachou outro helicóptero no dia seguinte e realizou buscas na região ao redor da mensagem. Com isso, encontraram fragmentos de ossos humanos com vestígios de mordidas de animais, além de alguns ossos que foram quebrados, possivelmente com a vítima ainda viva. Em uma outra área próxima ao sinal, foi descoberto um buraco largo o suficiente para caber um humano, contendo quatro fitas cassete, um gravador de fita, uma mochila, alguns amuletos, um crânio humano, um tripé, um par de sapatos de basquete masculinos, duas câmeras, um caderno e uma carteira de motorista de Kenji Iwamura, um trabalhador de escritório de 25 anos da cidade de Kōnan, Aichi. Iwamura estava desaparecido desde 10 de julho de 1984, quando foi realizar uma trilha no Monte Asahi. Quando ele não apareceu para o trabalho, uma semana depois, seus pais pediram à polícia que buscasse por ele, mas não foi encontrado nenhum rastro. Kenji Iwamura está desaparecido há 40 anos, e as autoridades acreditam que esteja falecido.
Os ossos foram enviados para a Asahikawa Medical University, e inicialmente identificados como pertencentes a uma mulher de idade entre 20 e 40 anos. Em 27 de julho, a polícia decidiu ouvir as gravações nas fitas cassete. Em uma delas, é possível ouvir um jovem rapaz gritando por 2 minutos e 17 segundos. O homem diz o seguinte, aqui traduzido:

SOS, me ajude, não consigo me mover no penhasco, SOS, me ajude.

O local é onde encontrei o helicóptero pela primeira vez. A sasa [um tipo de bambu] é profunda e não dá para subir. Levante-me daqui.
O resto das fitas possuía músicas dos animes Guerra das Galáxias e Gigi e a Fonte da Juventude. Além disso, um recorte de uma imagem de Gigi foi usado como capa da fita cassete. Em relação ao sinal SOS, a Agência Florestal do Japão e a Autoridade Geográfica do Japão encontraram imagens aéreas, a partir de mapas topográficos anteriores, e confirmaram que a mensagem se refletia em fotografias tiradas em 20 de setembro de 1987, provando que ela estava ali há mais tempo do que se imaginava.
Um conhecido de Iwamura testemunhou que ele carregava, na mochila, uma gravação em fita com canções-tema de programas de TV, além de sapatos de tamanho igual aos que foram encontrados na busca. Por outro lado, uma vez que o esqueleto foi inicialmente identificado como de uma mulher, os investigadores pensavam que dois homens e uma mulher tinham desaparecido no parque. Contudo, não havia registro de nenhuma mulher desaparecida no Monte Asahi e Iwamura teria ido sozinho à montanha. A identidade dessa suspeita mulher e sua potencial relação com Iwamura eram desconhecidas e causaram confusão tanto na investigação quanto na cobertura da mídia.
A estação de polícia do Leste de Asahikawa anunciou, em 28 de fevereiro de 1990, que após uma segunda examinação de todos os ossos que foram encontrados, acreditava-se agora que o esqueleto pertencia a um homem.

## Aspectos do caso

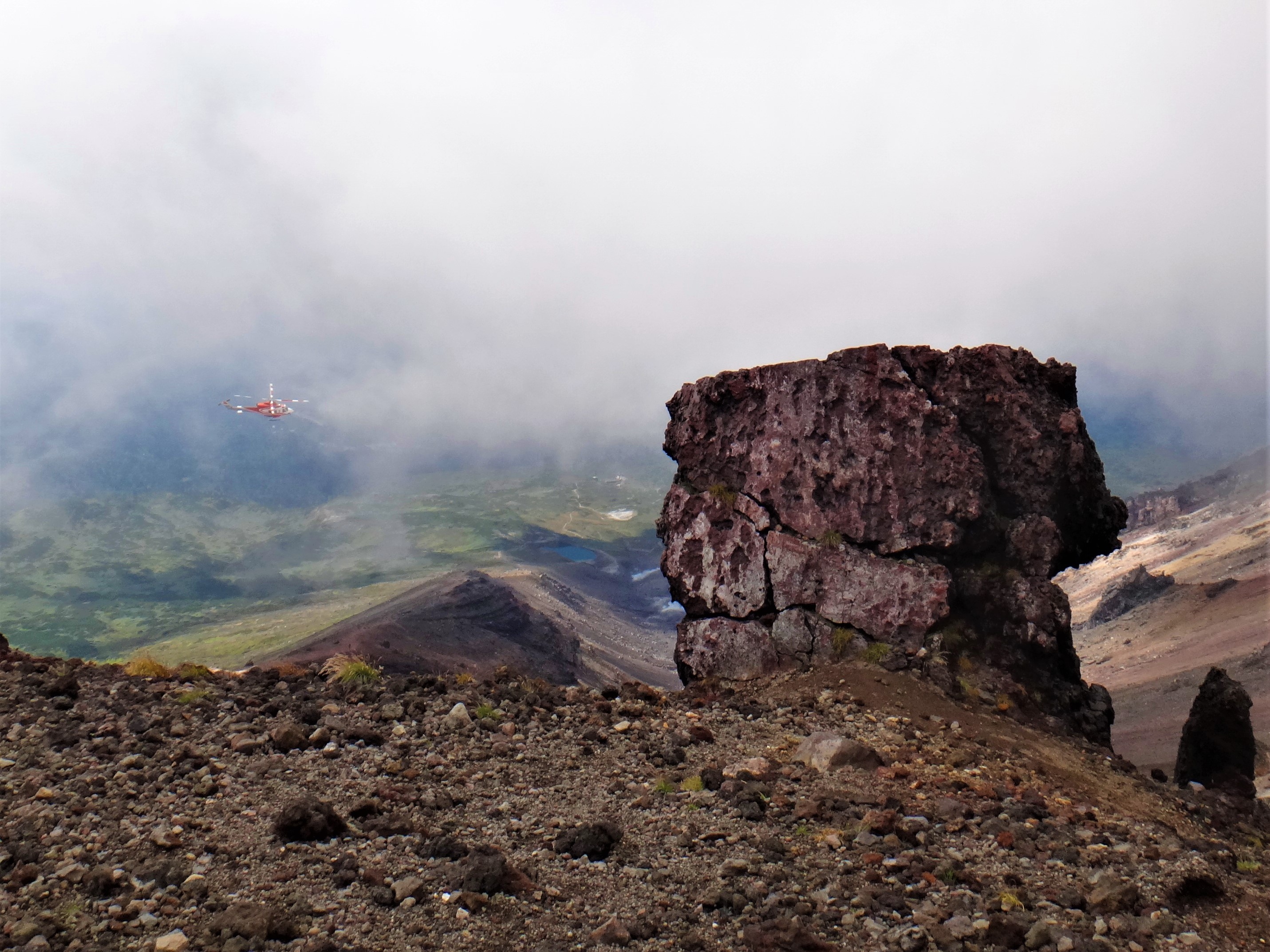
Rocha Segura

### Causa do incidente
Há uma grande pedra, apelidada de "Rocha Segura", no cume do Monte Asahi; ela é usada como indicação, de forma a se localizar. No entanto, há uma outra pedra bastante parecida, a "Rocha Segura Falsa", bem próxima da outra. Supondo que alguém caísse acidentalmente dessa segunda pedra, essa pessoa se localizaria na área onde o incidente do SOS aconteceu. O declive acima da área principal é um denso bosque de sasa que cresce lateralmente. É fácil entrar pelo topo, mas é consideravelmente difícil escalar de baixo para cima. Há um penhasco, onde ocorreu o incidente. O terreno é difícil de escapar; inclusive, poucos dias após a descoberta do incidente, uma equipe de reportagem que visitou o local não conseguiu escapar da área e teve de ser resgatada.

### O sinal SOS
As letras de madeira do sinal de SOS foram feitas empilhando grandes troncos caídos de bétula, e estima-se que tenha levado cerca de dois dias e esforço considerável para criar um sinal tão gigante. Especulou-se que o sinal foi feito pela pessoa desaparecida a quem o esqueleto pertencia, mas na autópsia do esqueleto encontrado, que os investigadores acreditavam ser Iwamura, o corpo foi descrito como magro e fraco a ponto de ser impossível para ele fazer o sinal sozinho. Nenhum machado que poderia ter sido usado para cortar árvores e fazer o sinal foi encontrado. Alguns apontaram que o mangá Astro Boy, de Osamu Tezuka, tem uma cena em que árvores caídas são dispostas na forma de SOS.

### O pedido de socorro
O propósito da gravação em fita do SOS é desconhecido, mas especula-se que o homem na gravação, que estava preso, a tenha registrado para que a equipe de busca pudesse ouvi-la antes que ele ficasse debilitado e incapaz de falar. Também é possível que tenha sido acidentalmente ligada e gravada enquanto o homem gritava por ajuda. Muitos especularam que o homem gritando era Iwamura, mas quando os pais de Iwamura foram questionados sobre a gravação, eles não puderam confirmar que a voz na gravação era a de seu filho.